# Television i Irland
Television på Irland började 1961 med lanseringen av Telefís Éireann (senare omdöpt RTE One). En andra kanal inleddes 1978 heter RTE Two. RTE Två fokuserar på ungdomar underhållning och sport. TG4 inleddes den 31 oktober 1996, det är en "free-to-air public service-företag som riktar sig iriska tittare.
Den 20 september 1998, TV3 lanserades som den första oberoende kommersiella programföretaget i Republiken Irland. Sedan 2000-talet tv i Irland har ökat med lanseringen av Setanta Sports Ireland, Bubble Hits (numera nedlagda) och 3e, som finns tillgängliga via kabel och satellit tjänster.
Irland kommer att inleda sin växla över till sin free-to-air marksänd digital-tv (DTT) från oktober 2010. Detta kommer att ge tittarna större visning möjligheter med en ökning i public service-kanaler, det vill säga kommersiella tjänster med möjlighet till mer public service-kanaler från befintliga public service-bolaget och eventuellt två nya kanaler, parlamentets kamrar kanalen och Irish Film Channel omfattas av finansiering från staten för de två sista. Den nuvarande kommunikationsminister Eamon Ryan strävar efter att få en komplett digital tjänst lanseras av 31 Dec 2011
Många kanaler från hela Europa finns i Irland inklusive MTV, Euronews, Eurosport, BBC, TV5, SAT 1, SVT, CNN, Bloomberg, Sky och andra kanaler.